# Philonicus nagatomii
Philonicus nagatomii är en tvåvingeart som beskrevs av Utsuki 2008. Philonicus nagatomii ingår i släktet Philonicus och familjen rovflugor. Inga underarter finns listade i Catalogue of Life.